# 小生也瘋狂
《小生也瘋狂》（Boys Must Be Crazy）是香港亞洲電視製作的劇集，於1984年1月9日首播，共20集。本劇由梅小青監製，主演有曾偉權、蔡瓊輝、吳彩南、苑麗瓊、徐寶鳳、冼煥貞、魯振順、蔡倩兒。

## 劇情介紹
官卓然是一名熱愛寫作的青年，為了寫小説取得創作靈感而出家，體驗出家人的苦樂，結果在寺院結識了另一個志同道合的年輕人。

## 演員表
- 曾偉權 飾 官卓然
- 蔡瓊輝 飾 文望兒
- 蔡倩兒 飾 官美妍
- 吳彩南 飾 陳世藩
- 冼煥貞 飾 文盼兒
- 魯振順 飾 龍少敦
- 許英秀 飾 官松柏
- 鮑漢琳 飾 文錦來
- 黎　萱 飾 文太
- 江　濤 飾 官振國
- 梁舜燕 飾 官太
- 苑麗瓊 飾 文領兒
- 黃英波 飾 文招兒
- 楊雅潔 飾 文希兒
- 黃植森 飾 白逸
- 曹查理 飾 廖天承
- 周美玲 飾 lrene
- 徐寶鳳 飾 Bonnie
- 吳鳳華 飾 Susana
- 許瑩英 飾 祥嫂
- 李顯明 飾 阿輝
- 丁　櫻 飾 Lily姐
- 陳植槐 飾 莊堅庭
- 黃秋生 飾 Stone

## 製作
演員包括曾偉權、蔡瓊輝、吳彩南、苑麗瓊、徐寶鳳、冼煥貞、魯振順、蔡倩兒、曹查理、黃植森等。
吳彩南在拍攝此劇時腿部有傷患，一些動作場面由凌腓力擔任其替身。
魯振順劇中飾演一名烹飪導師，屬客串性質，此角色陽剛味較重，一反其以往風格。這是魯振順在亞洲電視演出的首部電視劇。

## 音樂
本劇主題曲由温兆麟演唱，並曾打入中文歌曲龍虎榜。

## 收視
此打破亞視晚上8時半收視紀錄。